# Pia Kjærsgaard
Pour les articles homonymes, voir Kjærsgaard.
 (mars 2025).
Si vous disposez d'ouvrages ou d'articles de référence ou si vous connaissez des sites web de qualité traitant du thème abordé ici, merci de compléter l'article en donnant les références utiles à sa vérifiabilité et en les liant à la section « Notes et références ».
Pia Merete Kjærsgaard (née le 23 février 1947 à Copenhague) est une femme politique danoise. Présidente du parti nationaliste Parti populaire danois (« Dansk Folkeparti ») entre 1995 et 2012, elle est députée depuis 1984 et est la présidente du Parlement danois entre 2015 et 2019.

## Biographie
Son premier mandat parlementaire au Folketing (le Parlement danois) est en 1984 sous l'étiquette du Parti du progrès (Fremskridtspartiet), dont elle était une dirigeante. À la suite de divergences internes, elle créée sa propre formation politique, le Parti populaire danois, le 6 octobre 1995.
La ligne politique de ce parti est à la fois teintée de préoccupations d'équité sociale, d'une volonté de répression de la criminalité et d'une position très restrictive concernant l'immigration. Le parti rencontre un vif succès lors des élections législatives de 2001. Le DF devient la troisième plus large faction politique du Parlement danois. Le DF est allié de la coalition gouvernementale menée par Anders Fogh Rasmussen du Parti libéral, Venstre.
Avant de s'engager en politique, Pia Merete Kjærsgaard a travaillé comme assistante de direction dans une société d'assurance et de publicité (1963-1967) et comme assistante à domicile (1978-1984).
Les principaux objectifs politiques de Pia Merete Kjærsgaard sont la prise en charge des personnes âgées, la souveraineté du Danemark vis-à-vis de l'Union européenne et la limitation de l'immigration.
En 2000, elle fait campagne avec succès pour que le Danemark garde sa monnaie, la couronne danoise, et ne passe pas à l'euro. Ses vues sur l'immigration sont souvent comparées à celle de Jean-Marie Le Pen en France et celles de Pim Fortuyn aux Pays-Bas.
En 1998, Pia Kjærsgaard échappe à Copenhague à une agression physique orchestrée par des membres d'une organisation d'extrême gauche.
En 2003, elle perd un procès en diffamation devant la Cour suprême du Danemark contre un opposant politique qui qualifiait ses positions politiques de racistes. La Cour a utilisé une définition large du racisme et s'est appuyée sur des discours de Pia Kjærsgaard critiquant l'islam et la culture musulmane.
Aux élections législatives de 2005, elle obtient 38 347 voix parmi les bulletins par personnes, le deuxième meilleur total de tout le Danemark après celui du Premier ministre Anders Fogh Rasmussen. Lors de ce scrutin, son parti réussit encore à être le troisième groupe parlementaire du Folketing.
En septembre 2012, elle choisit Kristian Thulesen Dahl, député depuis 1994, pour lui succéder à la tête du parti.
À la suite des élections législatives de 2015, qui voient le retour de la droite au pouvoir et la percée de son parti, elle devient présidente du Parlement danois, étant la première femme à accéder à cette fonction.
Le 21 juin 2019, Henrik Dam Kristensen la remplace au poste de président du Folketing.
En septembre 2024, elle annonce qu'elle ne sera pas candidate à sa réélection lors des prochaines élections législatives, mettant donc fin à sa carrière parlementaire après 40 ans passés au Folketing. Elle annonce toutefois en mai 2025 ne pas mettre un terme à sa carrière politique en déclarant sa candidature aux élections régionales de novembre dans la nouvelle région du Danemark de l'Est.